# Nadžaf
Nadžaf je město v Iráku, asi 160 km jižně od Bagdádu. Je to hlavní město stejnojmenné provincie, k roku 2008 čítalo 900 600 obyvatel.

## Islámské poutní místo
Město je jedno z nejvýznamnějších poutních míst islámu, resp. šiítů. Mělo to být právě zde, kde zemřel Alí, bratranec a zeť proroka Muhammada a podle šíitské tradice první imám. Jeho hrob se nachází v Alího mešitě. Ve městě se též narodilo několik významných šíitských učenců, Nadžaf je dnes spolu s městem Qom v Íránu považován za centrum šíitské vzdělanosti (fikh).